# Led Zeppelin IV
Led Zeppelin IV er det mest brugte, men uofficielle, navn på det unavngivne fjerde album fra det engelske rockband Led Zeppelin. Det blev udgivet 8. november 1971. Det har ingen officiel titel skrevet noget sted på albummet, men kaldes generelt Led Zeppelin IV efter bandets tre tidligere nummererede album. Atlantic Records' kataloger har brugt navnene Four Symbols og The Fourth Album.
Led Zeppelin IV blev ved sin udgivelse en stor succes både kommercielt og anmeldermæssigt. De fleste af albummets sange er blevet klassikere, deriblandt "Black Dog", "Going to California", "Misty Mountain Hop", "Rock and Roll", "When the Levee Breaks" og "Stairway to Heaven". Albummet er et af de bedst sælgende album nogensinde med sine 40 millioner solgter eksemplarer, hvoraf de 23 millioner er solgt i USA, hvilket er det tredjefleste overhovedet. I 2003 blev albummet placeret som nummer 66 på Rolling Stones liste over de 500 største album nogensinde.

## Spor

### Side 1
1. "Black Dog" (Page/Plant/Jones) – 4:56
2. "Rock and Roll" (Page/Plant/Jones/Bonham) – 3:41
3. "The Battle of Evermore" (Page/Plant) – 5:52
4. "Stairway to Heaven" (Page/Plant) – 8:03

### Side 2
1. "Misty Mountain Hop" (Page/Plant/Jones) – 4:39
2. "Four Sticks" (Page/Plant) – 4:45
3. "Going to California" (Page/Plant) – 3:32
4. "When the Levee Breaks" (Page/Plant/Jones/Bonham/Memphis Minnie) – 7:07

## Fodnoter
1. ↑  
"Top 100 Albums". RIAA. Hentet 2008-08-11.